# St. Trinitatis (Grimma)

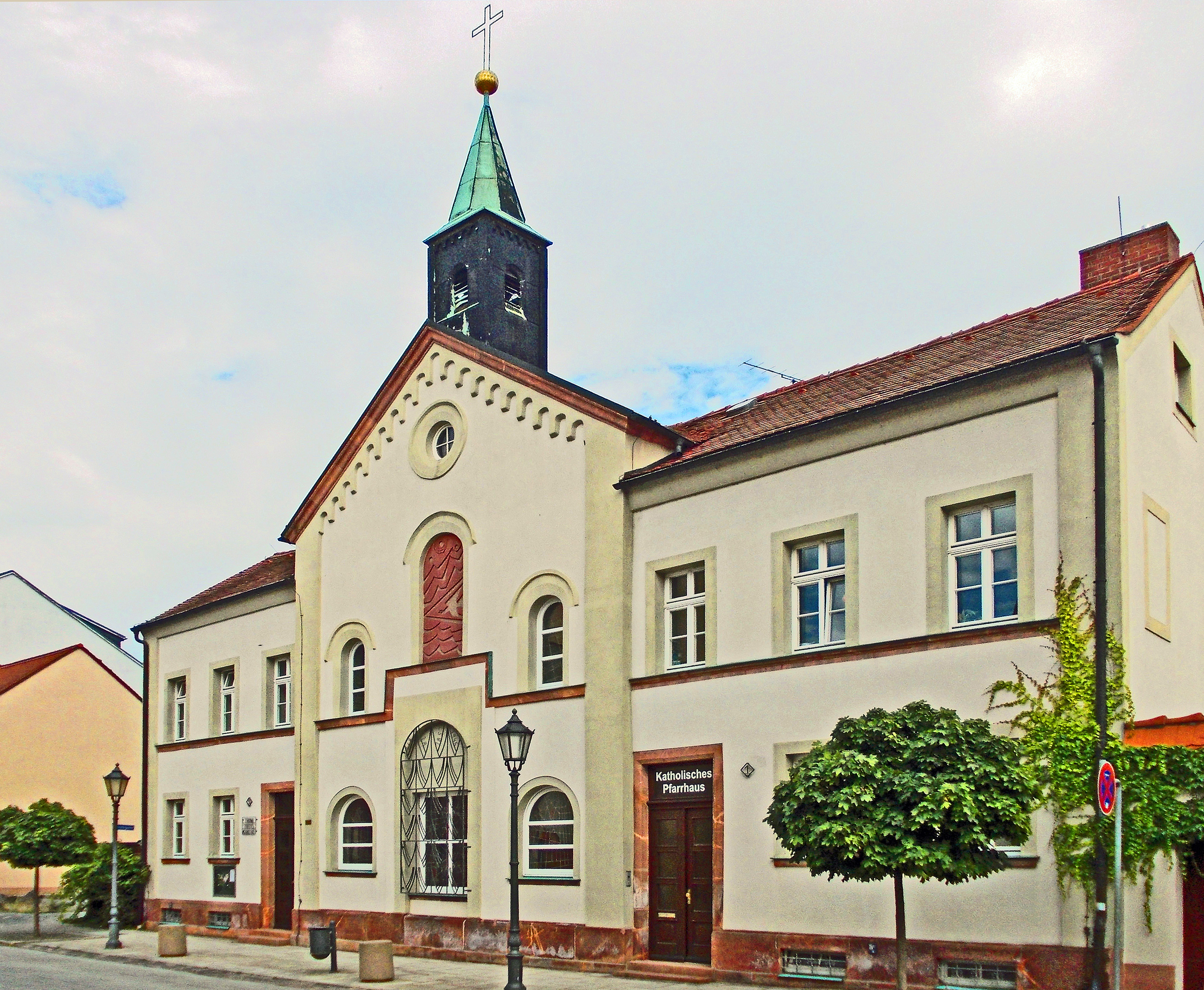
St. Trinitatis zu Grimma (2013)

Die Kirche St. Trinitatis ist die römisch-katholische Kirche in Grimma im Landkreis Leipzig in Sachsen. Sie gehört zur Pfarrei St. Franziskus Wurzen im Dekanat Leipzig des Bistums Dresden-Meißen. Sie steht unter Denkmalschutz.

## Bauwerk und Geschichte
Das Bauwerk ist ein wohnhausähnliches Gebäude mit Pfarramt und Nebenräumen. Der Baukörper ist ein Putzbau mit leicht hervortretendem Mittelrisalit samt Blendbögen, Porphyrgewände und Satteldach mit Dachreiter. Im Dachreiter ist eine Kirchenglocke untergebracht, die zu den Gottesdiensten sowie täglich um 12 Uhr läutet. 
Der Rechteckbau mit heute modernem Innenraum wurde 1857 als Kapelle einer katholischen Schule geweiht, ein Jahr zuvor war der Bau genehmigt worden. Die katholische Schule wurde 1919 aufgelöst.
Ab 1924 gab es dort eine eigenständige Pfarrei. 1950 wurde der Sakralbau erweitert und neu geweiht. Umbauten gab es in den Jahren 1966, 1994 und nach dem Hochwasser 2002.
Mit dem Zusammenschluss der zuvor selbstständigen  Pfarreien Wurzen und Grimma wurde am 5. Mai 2019 im Beisein von Bischof Heinrich Timmerevers die neue Pfarrei St. Franziskus gegründet. Sitz der vereinigten Pfarrei ist seitdem Wurzen und die Herz-Jesu-Kirche ihre Pfarrkirche.

## Orgel
Die Schmeisser-Orgel von 1955 hat zwei Manuale plus Pedal sowie 17 Register.